# Caroline Nokes
Caroline Fiona Ellen Nokes (de soltera Perry; nacida el 26 de junio de 1972) es una política británica que es actualmente Ministra de Estado para la Inmigración desde enero de 2018 hasta julio de 2019 en el gobierno de Theresa May. Miembro del Partido Conservador, ha sido el miembro de parlamento (MP) por Romsey and Southampton North  desde las elecciones generales del Reino Unido de 2010. Desde 2014 hasta 2015 fue la secretaria privada parlamentaria en el Departamento de Trabajo y Pensiones.